# Chuyển tiếp khô hạn
Chuyển tiếp khô hạn là một diễn thế thực vật bị hạn chế bởi sự khả dụng nước. Nó bao gồm các giai đoạn khác nhau trong một diễn thế khô hạn. Diễn thế khô hạn của các quần xã sinh thái bắt nguồn từ tình trạng cực kỳ khô hạn, như các hoang mạc cát, cồn cát, hoang mạc muối, hoang mạc đá v.v... Một chuyển tiếp khô hạn có thể bao gồm các chuyển tiếp đá (trên đá) và chuyển tiếp cát (trên cát).

## Các giai đoạn

### Đá trọc

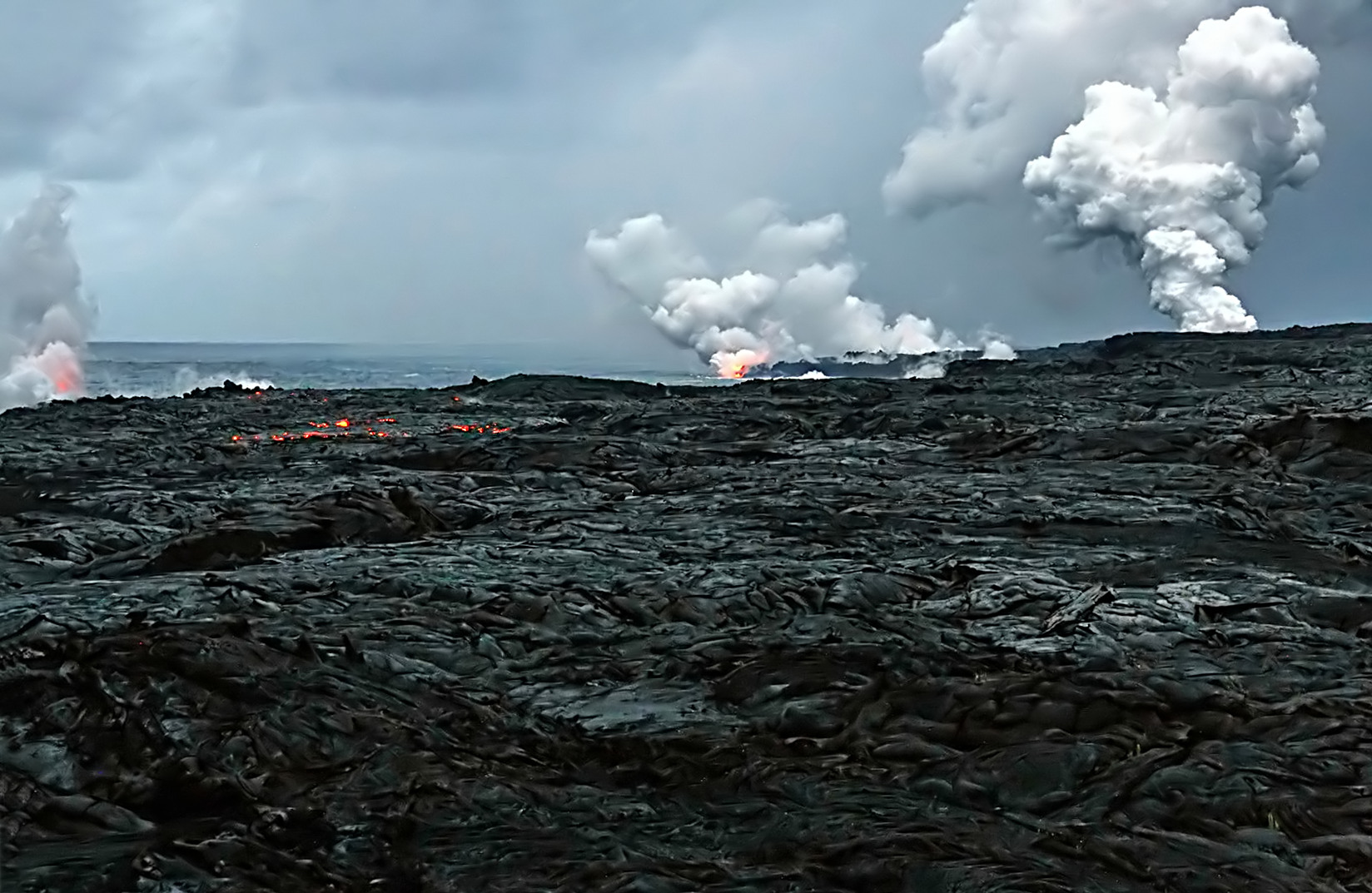
Dung nham chảy vào Thái Bình Dương tại Đảo Hawaii Lớn.

Đá trọc được tạo ra khi sông băng thoái lui hoặc khi núi lửa phun trào. Sự xói mòn những tảng đá này được gây ra bởi nước mưa và gió chứa đầy các hạt đất. Nước mưa kết hợp với cacbon dioxide trong khí quyển ăn mòn bề mặt của các tảng đá và tạo ra các kẽ hở. Nước xâm nhập vào các kẽ hở này, đóng băng và phồng ra thành các tảng đá lăn riêng biệt. Những tảng đá lăn này di chuyển xuống dưới ảnh hưởng của trọng lực và mang theo các hạt đá. Ngoài ra khi gió với các hạt đất va đập vào đá, nó sẽ loại bỏ các hạt đất. Tất cả các quá trình này dẫn đến sự hình thành của một ít đất ở bề mặt của những tảng đá trọc này. Những động vật như nhện có thể ẩn mình giữa những tảng đá lăn hoặc các hòn đá xâm chiếm những tảng đá này. Những con vật này sống bằng cách ăn côn trùng đã bị gió thổi vào hoặc bay vào. Các bào tử tảo và nấm tiếp cận những tảng đá này bằng không khí từ các khu vực xung quanh. Các bào tử này phát triển và hình thành quần hợp cộng sinh là địa y, hoạt động như là những loài tiên phong trên đá trọc. Quá trình diễn thế bắt đầu khi các sinh vật tự dưỡng bắt đầu sống trên đá.

### Giai đoạn địa y lá và cây bụi
Địa y lá có tản giống như lá, trong khi địa y cây bụi giống như những cây bụi nhỏ. Chúng chỉ được gắn vào chất nền tại một điểm duy nhất, do đó không che phủ đất hoàn toàn. Chúng có thể hấp thụ và giữ lại nhiều nước hơn và có khả năng tích tụ nhiều hạt bụi hơn. Các xác chết của chúng bị phân hủy thành mùn trộn lẫn với các hạt đất, giúp xây dựng chất nền và cải thiện độ ẩm của đất thêm nữa. Các vết lõm nông và kẽ hở trên đá được lấp đầy đất và lớp đất mặt tăng thêm. Những thay đổi tự phát này hỗ trợ sự phát triển và thiết lập của rêu.

### Giai đoạn rêu
Các bào tử của rêu ưa khô hạn, như Polytrichum, Tortula và Grimmia, được đưa đến đá nơi chúng kế tục địa y. Các rễ giả của chúng xâm nhập vào đất giữa các kẽ hở, tiết ra axit và ăn mòn đá. Cơ thể của rêu rất giàu các hợp chất hữu cơ và vô cơ. Khi chết, chúng thêm các hợp chất này vào đất, làm tăng độ phì nhiêu của đất. Khi rêu phát triển thành từng mảng, chúng bắt giữ các hạt đất từ không khí và giúp gia tăng lượng chất nền. Môi trường thay đổi dẫn đến sự chuyển vị của địa y và giúp sự xâm chiếm của các loài thực vật thân thảo có thể cạnh tranh vượt trội rêu.

### Giai đoạn cây thân thảo

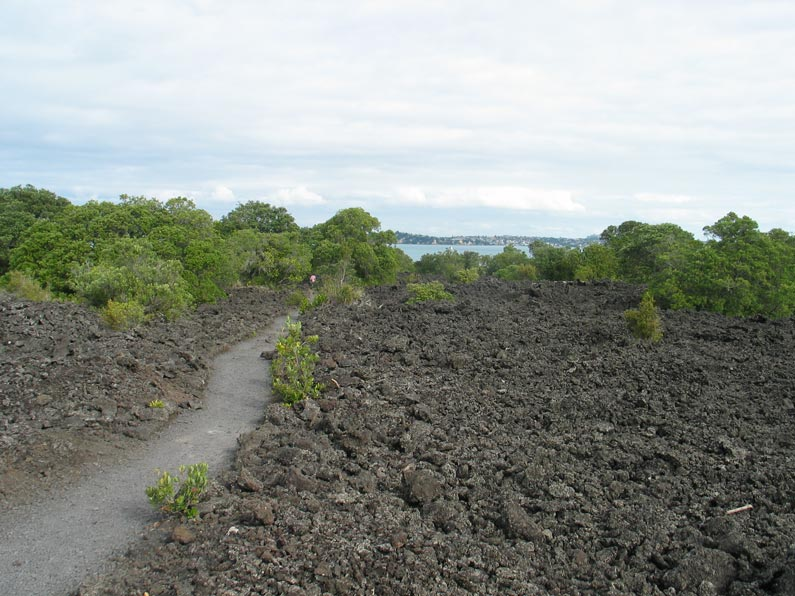
Cây thân thảo và cây bụi xâm lấn.

Cỏ dại thân thảo, chủ yếu là cây một năm như cúc cánh mối, anh thảo chiều và bông tai, xâm chiếm đá. Rễ của chúng thâm nhập sâu xuống, tiết ra axit và tăng cường quá trình phong hóa. Rác lá rụng và cây chết thêm mùn vào đất. Sự che bóng râm đất dẫn đến giảm bốc hơi và tăng nhẹ nhiệt độ. Do đó, các điều kiện khô hạn bắt đầu thay đổi và các cây thân thảo hai năm và lâu năm cùng cỏ ưa khô hạn như Aristida, Festuca và Poa, bắt đầu cư trú. Những điều kiện khí hậu này có lợi cho sự phát triển của các quần thể vi khuẩn và nấm, dẫn đến sự gia tăng các hoạt động phân hủy.

### Giai đoạn cây bụi
Hỗn hợp cây thân thảo và cỏ bị xâm chiếm bởi các loài cây bụi, như Rhus và Physocarpus. Sự xâm lấn ban đầu của cây bụi là chậm, nhưng một khi một vài bụi cây đã được thiết lập, chim xâm chiếm khu vực và giúp phát tán hạt cây bụi. Điều này dẫn đến sự phát triển cây bụi rậm rạp che phủ đất và làm cho các điều kiện trở thành không thuận lợi cho sự phát triển của các loại cây thân thảo, và chúng khi đó bắt đầu chuyển vị. Sự hình thành đất tiếp tục và độ ẩm của nó tăng lên.

### Giai đoạn cây gỗ
Thay đổi trong môi trường giúp đỡ sự xâm chiếm của các loài cây gỗ. Các cây gỗ non bắt đầu mọc giữa các bụi cây và tự thiết lập. Các loại cây gỗ sinh sống trong khu vực phụ thuộc vào bản chất của đất. Trong đất thoát nước kém thì sồi tự thiết lập. Các cây gỗ tạo thành tán và che bóng râm khu vực. Cây bụi ưa bóng râm tiếp tục phát triển như thảm thực vật thứ cấp. Lá rụng và rễ mục nát làm phong hóa đất thêm nữa và bổ sung mùn vào đó, làm cho môi trường sống thuận lợi hơn cho sự phát triển của cây gỗ. Rêu và dương xỉ cũng xuất hiện và các quần thể nấm phát triển dồi dào.

### Giai đoạn cao đỉnh
Diễn thế lên đến đỉnh điểm thành một quần xã cao đỉnh là rừng. Nhiều giai đoạn cây gỗ trung gian phát triển trước khi thiết lập quần xã cao đỉnh. Kiểu rừng phụ thuộc vào các điều kiện khí hậu. Rừng cao đỉnh có thể là:
Rừng cao đỉnh sồi-mạyTrong môi trường sống khô hạn thì sồi và mạy là thảm thực vật cao đỉnh. Chỉ có một giai đoạn cây gỗ và rừng được đặc trưng bởi sự hiện diện của cây bụi, cây thân thảo, dương xỉ và rêu.
Rừng cao đỉnh sồi cánh-thiết samNhững khu rừng cao đỉnh này phát triển ở vùng khí hậu ẩm ướt. Thảm thực vật chiếm ưu thế là sồi cánh và thiết sam. Có nhiều giai đoạn cây gỗ trung gian. Các loại thảm thực vật khác bao gồm các loại cây thân thảo, dương xỉ và rêu.
Rừng cao đỉnh sồi cánh-phongNhững khu rừng cao đỉnh này phát triển ở vùng khí hậu ẩm ướt ở đông bắc Hoa Kỳ. Thảm thực vật chiếm ưu thế là sồi cánh Mỹ và phong đường.
Rừng cao đỉnh vân sam-lãnh sam núi caoỞ các độ cao lớn trong dãy núi Rocky thì rừng cao đỉnh bị chi phối bởi các loài vân sam và lãnh sam núi cao.